# San Francisco de la Loma
San Francisco de la Loma är en ort i kommunen San José del Rincón i delstaten Mexiko i Mexiko. Samhället hade 1 158 invånare vid folkräkningen 2020.